# Szczyt NATO w Brukseli 1989 (grudzień)
Szczyt NATO w Brukseli – 10. szczyt NATO zorganizowany w Brukseli 4 grudnia 1989.
10 szczyt NATO miał charakter specjalny. Został zwołany w celu poinformowania przywódców państw i rządów Sojuszu  o wynikach rozmów amerykańskiego prezydenta George'a H. W. Busha z sekretarzem generalnym Komunistycznej Partii Związku Radzieckiego Michaiłem Gorbaczowem.

## Sytuacja międzynarodowa
W dniach 2 i 3 grudnia na Malcie obradował amerykańsko–radziecki szczyt z udziałem przywódców USA i ZSRR. Dwudniowe spotkanie koncentrowało się na kwestii redukcji sił zbrojnych oraz zmianach w środowisku bezpieczeństwa europejskiego. Konsekwencją rozmów było ogłoszenie zakończenia zimnej wojny. Maltański szczyt był kontynuacją serii porozumień o redukcji zbrojeń zawartych między dwoma supermocarstwami i całkowitej likwidacji arsenałów rakietowych pocisków balistycznych pośredniego i średniego zasięgu.
Kiedy w Brukseli obradował szczyt państw NATO, w Moskwie spotkali się przedstawiciele państw Układu Warszawskiego. Przywódcy państw członkowskich UW potępili interwencję w Czechosłowacji w 1968 i uznali ją za sprzeczną z prawem międzynarodowym. Odrzucili również doktrynę Breżniewa dotyczącą ograniczonej suwerenności.
W tym czasie w Europie Środkowo-Wschodniej trwała Jesień Ludów, czyli proces rozpadu bloku sowieckiego. W Polsce prowadzono negocjacje z opozycją w ramach obrad Okrągłego Stołu i doprowadzono do częściowo wolnych wyborów, na Węgrzech trwały dyskusje polityczne przy narodowym Trójkątnym Stole. Węgry otworzyły granicę z Austrią dla uchodźców z Niemieckiej Republiki Demokratycznej. Po masowych demonstracjach w NRD, 18 października dymisję złożył Erich Honecker, a 9 listopada rozpoczęto burzenie Muru Berlińskiego.
Po zakończeniu obrad szczytu nie opublikowano oficjalnego komunikatu.